# Cyrinda Foxe
Pour les articles homonymes, voir Foxe.
Cyrinda Foxe, née Kathleen Victoria Hetzekian le 22 février 1952 à Santa Monica (Californie) et morte le 7 septembre 2002 à New York, est une actrice, mannequin et publicitaire américaine, surtout connue pour son rôle dans Andy Warhol's Bad (1977) et pour avoir inspiré plusieurs chansons à David Bowie. 

## Biographie
Kathleen Victoria Hetzekian naît à Santa Monica en Californie, dans une famille arménienne. Fille de militaire, elle grandit dans un foyer violent. Après ses études secondaires, elle vit brièvement au Texas, puis s'installe à New York, où elle devient assistante de Greta Garbo.  
Elle fréquente alors assidument la boîte Max's Kansas City, où se presse l'underground du rock new-yorkais, et prend le pseudonyme de Cyrinda Foxe. En admiration des Rolling Stones dans sa jeunesse, Cyrinda Foxe se lie étroitement aux New York Dolls, un groupe proto-punk souvent comparé aux rockers anglais. Elle fréquente en particulier David Johansen, le chanteur du groupe. Dans ses mémoires, le bassiste Arthur Kane décrit Cyrinda Foxe comme une personne « brillante [et] très magnétique », « effervescente comme le personnage qu'elle s'était créé ».   
Elle rencontre David Bowie en 1972 lors de sa tournée américaine. Elle travaille alors comme publicitaire pour MainMan (en), sa société de gestion dirigée par Tony Defries. Bowie et elle ont une relation. Elle raconte dans ses mémoires qu'un jour le chanteur lui demande « je vais t'écrire une chanson. Qu'est-ce que tu veux ? ». A quoi elle répond « quelque chose dans le genre des Yardbirds ». Bowie donne de l'anecdote une version voisine : «  je l'ai écrite pour la distraire, dans son appartement. Fille sexy » . Ce sera Watch That Man qui ouvre son album suivant, Aladdin Sane, et où elle est dépeinte sous les traits du personnage de Lorraine. Elle lui inspire aussi The Jean Genie, pour le tournage du clip video duquel Bowie la fait venir à San Francisco : il veut apparaître dans la peau d'un « Ziggy qui serait un rat de rue d'Hollywood, avec une fille dans le genre Marylin »,.   
Par la suite, Cyrinda Foxe exprimera toujours une grande tendresse pour Bowie, « a great lover », et le temps passé avec lui.  
Vers la même époque, elle sort avec James Williamson des Stooges. 
En 1977, après une relation de plusieurs années, elle épouse David Johansen. Mais moins d'un an après ce mariage, elle le quitte pour le chanteur du groupe hard rock Aerosmith, Steven Tyler. Une fille, Mia Tyler, nait de leur union, mais le couple est déchiré par la toxicomanie, les relations adultères et la violence physique et émotionnelle. Ils divorcent peu avant le retour sur scène d'Aerosmith à la fin des années 1980, et Cyrinda élève seule Mia à Sunapee dans le New Hampshire et à New York.     
Elle est victime en 2001 d'un accident vasculaire cérébral léger. Sans ressources, elle doit recourir au Medicaid mais est presque à la rue. Une vente aux enchère est organisée au CBGB pour collecter des fonds à son profit, et Steven Tyler et David Bowie lui viennent en aide.  
Le 28 août 2002, une cérémonie religieuse l'unit à Keith Waa, avec qui elle vit depuis avant sa maladie. Neuf jours plus tard, le 7 septembre, elle meurt d'une tumeur au cerveau.